# Виничани (община Градско)
Виничани (на македонска литературна норма: Виничани) е село в централната част на Северна Македония, община Градско.

## География
Селото е разположено в областта Клепа, западно от десния бряг на река Вардар, на около 5 километра западно от общинския център Градско.

## История
В XIX век Виничани е турско село във Велешка кааза, нахия Клепа на Османската империя. В „Етнография на вилаетите Адрианопол, Монастир и Салоника“, издадена в Константинопол в 1878 година и отразяваща статистиката на населението от 1873 Виничани (Vinitchani) е посочено като село с 84 домакинства и 118 жители българи и 189 помаци.
Според статистиката на Васил Кънчов („Македония. Етнография и статистика“) от 1900 година селото има 650 жители, всички турци.
След Междусъюзническата война в 1913 година селото попада в Сърбия.
На етническата си карта от 1927 година Леонард Шулце Йена показва Виничани (Viničani) като българо-мохамеданско (помашко) село.
В юни 2000 година митрополит Агатангел Повардарски поставя темелния камък на селската църква „Свети Илия“.
Според преброяването от 2002 година селото има 569 жители, от които:
| Националност | Всичко |
| македонци    | 487    |
| албанци      | 0      |
| турци        | 22     |
| роми         | 0      |
| власи        | 0      |
| сърби        | 1      |
| бошняци      | 58     |
| други        | 1      |